# Schoot (Tessenderlo)
Schoot is een gehucht en parochie ten westen van Tessenderlo.
In 1873 werd Schoot een zelfstandige parochie. In 1878 werd de neoromaanse Sint-Jozefskerk ingewijd.

## Natuur en landschap
Ten noorden van Schoot, op de grens met de gemeente Laakdal, stroomt de Grote Laak in westelijke richting. Hier vindt men broekbossen en vijvers.
- Natuurgebied Gerhagen, ten zuidwesten van Schoot.
- De Schoterse Bossen, ten zuidoosten van Schoot.

## Nabijgelegen kernen
Tessenderlo, Engsbergen, Veerle, Vorst